# Pragersko
Pragersko (in tedesco Pragerhof) è un centro abitato della Slovenia, frazione del comune di Slovenska Bistrica.
È un importante nodo ferroviario.